# Зафнерн
Зафнерн (нім. Safnern) — громада  в Швейцарії в кантоні Берн, адміністративний округ Біль.

## Географія
Громада розташована на відстані близько 25 км на північний захід від Берна.
Зафнерн має площу 5,6 км², з яких на 17,7% дозволяється будівництво (житлове та будівництво доріг), 43,4% використовуються в сільськогосподарських цілях, 33,7% зайнято лісами, 5,1% не є продуктивними (річки, льодовики або гори).

## Демографія
2019 року в громаді мешкало 1935 осіб (+3,3% порівняно з 2010 роком), іноземців було 8,4%. Густота населення становила 344 осіб/км².
За віковим діапазоном населення розподілялося таким чином: 20,2% — особи молодші 20 років, 57,2% — особи у віці 20—64 років, 22,6% — особи у віці 65 років та старші. Було 846 помешкань (у середньому 2,3 особи в помешканні).
Із загальної кількості 541 працюючого 35 було зайнятих в первинному секторі, 274 — в обробній промисловості, 232 — в галузі послуг.